# Gabaza brunettii
Gabaza brunettii är en tvåvingeart som beskrevs av Nina Krivosheina 2002. Gabaza brunettii ingår i släktet Gabaza och familjen vapenflugor. Inga underarter finns listade i Catalogue of Life.